# Anna Kronberg
Anna Kronberg, född 23 februari 1973, är en svensk före detta friidrottare (sprinter). Hon tävlade för klubben Ullevi FK. 1995 blev hon svensk mästare på 60m inomhus och 200m utomhus.